# Tangara cyanoventris
Tangara cyanoventris là một loài chim trong họ Thraupidae.